# Aleksandar Karađorđević (sin Aleksandra II.)
Aleksandar Karađorđević (Fairfax, 15. siječnja 1982.), sin jugoslavenskog princa Aleksandra II. Karađorđevića i unuk jugoslavenskog kralja Petra II. Karađorđevića.
Aleksandar je živio u Virginiji do 1984. godine. Zajedno sa svojim bratom blizancem prvo je krenuo u vrtić u Londonu. S osam godina Aleksandar je 1990. godine postao učenik jedne od najboljih osnovnih škola u Londonu. U lipnju 2000. godine Aleksandar maturirao je na Kraljevoj školi u Engleskoj, dobivši najbolje ocjene iz tri predmeta (španjolski i francuski jezik, politika). Aleksandar je studirao na Sveučilištu San Francisco (USF) gdje je diplomirao na komunikacijama i medijima u svibnju 2004. Trenutno stječe radno iskustvo.
Govori engleski, španjolski i francuski, a usavršava i svoj srpski jezik.
Trenutno živi u Beogradu.